# Gr8! Records
Gr8! Records  es una compañía discográfica japonesa, fundada en el 2003 por la discográfica Sony Music Entertainment Japan.
Los principales géneros de la discográfica son el pop y el rock.

## Algunos artistas de la discográfica
- Orange Range[2]
- Stereopony
- The Gazette
- Uverworld
- Yui